# پتالیت
پتالیت  (به انگلیسی: Petalite) با فرمول شیمیایی Li[AlSi4O10] /201/ از مجموعه کانی هاست و دارای لومینسانس نارنجی، سفید و زرد از کلمهٔ یونانی Petalon به معنای برگ گرفته شده‌است. نامحلول در اسیدها به راحتی ذوب می‌شود با رنگ شعله قرمز Li2O:۴٫۹٪ Al2O۳:۱۶٫۷٪ SiO۲:۷۸٫۴٪ برای اولین بار در چک اسلواکی کشف شد و از نظر شکل بلور: منشوری - پهن و کوتاه - ماکله، رنگ: بی رنگ - سفید - خاکستری - متمایل به قرمز، شفافیت: شفاف - نیمه شفاف، شکستگی: صدفی، جلا: شیشه‌ای، رخ: کامل - مطابق با سطح خوب - مطابق با سطح، سیستم تبلور: مونوکلینیک و در رده‌بندی سیلیکات است و منشأ تشکیل آن پگماتیتی است.
همایند کانی‌شناسی (پارانژ) آن - لپیدولیت- اسپودومن- تورمالین است
کاربرد آن: منبع لیتیم، از نظر ژیزمان بلوری - آگرگات توده‌ای تقریباً کمیاب است و بیشتر در ایتالیا، سوئد، نامبیا، زیمبابوه، پرو، آمریکا، برزیل و استرالیا یافت می‌شود.